# Porogadus abyssalis
Porogadus abyssalis är en fiskart som beskrevs av Nybelin, 1957. Porogadus abyssalis ingår i släktet Porogadus och familjen Ophidiidae. Inga underarter finns listade i Catalogue of Life.